# Samsung Galaxy A70
Samsung Galaxy А70 та Samsung Galaxy A70s — смартфони середнього рівня компанії Samsung Electronics, що входять до серії Galaxy А. Galaxy A70 було анонсовано 26 березня 2019 року, випуск на світовому ринку відбувся 1 травня 2019 року, а Galaxy A70s було анонсовано 27 вересня. В Україні продажі Galaxy A70 стартували зі стартовою ціною $446. Основними відмінностями між смартфонами є основний об'єктив та оформлення задньої панелі.

## Зовнішній вигляд

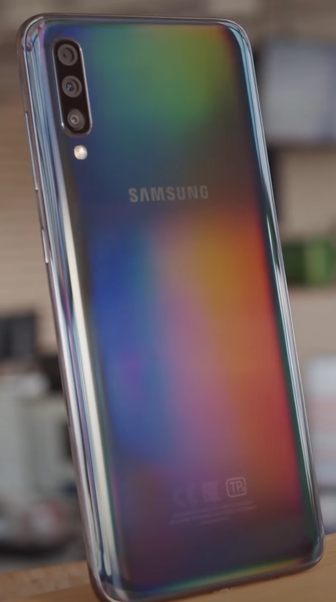
Задна панель Galaxy A70

Задня панель виконана в 3D-дизайні з глянцевого пластику, який має призматичний візерунок на Galaxy A70s. Рамка також виконана з глянцевого пластику. Передня панель покрита захисним склом Gorilla Glass 3.
Телефон належить до категорії безрамкових, екран займає 86% передньої панелі.
Знизу знаходяться роз'єми 3,5 мм аудіо і USB-C, мікрофон та динамік, зверху — додатковий мікрофон, зліва — залежно від регіону лоток зі слотами під 1 або 2 SIM-картки і карту пам'яті, а справа — гойдалка регулювання гучності та кнопка блокування.
На українському ринку Galaxy A70 представлений у 3 кольорах: чорному, білому та синьому. Також в деяких інших країнах пристрій був доступний в кораловому кольорі.
Galaxy A70s був представлений в 3 кольорах: Prism Crush Red (червоний), Prism Crush White (білий) та Prism Crush Black (чорний).

## Технічні характеристики

### Апаратне забезпечення
Смартфони обладнані системою на кристалі Qualcomm Snapdragon 675 з восьмиядерним процесором (2 ядра Kryo 460 Gold з частотою 2 ГГц та 6 ядер Kryo 460 Silver з частотою 1,7 ГГц) і графічним процесором Adreno 612.
Пристрої мають 6,7-дюймовий дисплей Infinity-U (із U-подібним вирізом) типу Super AMOLED з роздільною здатністю Full HD+ (1080 × 2400 пікселів), співвідношенням сторін 20:9 і щільністю пікселів 393 ppi. Також під дисплей вбудовано оптичний сканер відбитків пальців.
Galaxy A70 був доступний в конфігураціях 6/64 ГБ, 6/128 ГБ та 8/128 ГБ, а Galaxy A70s — 6/128 ГБ та 8/128 ГБ. Пам'ять можна збільшити завдяки картці microSD до 512 ГБ.
Смартфони отримали незнімний літій-полімерний акумулятор ємністю 4500 мА·год і функцією швидкісного заряджання потужністю до 25 Вт.
Пристрої отримали основну потрійну камеру із ширококутним об'єктивом на 32 Мп з діафрагмою f/1.7 і фазовим автофокусом в Galaxy A70 або на 64 Мп з діафрагмою f/1.8 і фазовим автофокусом в Galaxy A70s, надширококутним об'єктивом на 8 Мп з діафрагмою f/2.2 і кутом огляду 123° та сенсором глибини на 5 Мп з діафрагмою f/2.2. Також обидва смартфони отримали передню камеру на 32 Мп з діафрагмою f/2.0. Основна камера вміє записувати відео в роздільній здатності 4K (30 к/с), а передня — 1080p (30 к/с).
Пристрої підтримують стандарти зв'язку 2G GSM, 3G WCDMA, 4G LTE; бездротові інтерфейси Wi-Fi 802.11 a/b/g/n/ac (Wi-Fi Direct, точка доступу), Bluetooth 5.0 (A2DP, LE); навігаційні системи: GPS, A-GPS, ГЛОНАСС, Бейдоу. Також смартфони мають акселерометр, гіроскоп, датчик Холла, датчик освітлення та наближення.

### Програмне забезпечення
Операційна система телефонів — Android 9 Pie із вбудованим інтерфейсом One UI 1.1. Були оновлені до One UI 3.1 на базі Android 11.

## Комплектація
Гарантійний талон, інструкція, зарядний пристрій на 25 Вт, кабель, апарат.